# 岳敏
岳敏（14世紀—15世紀），字敏學，廣西桂林府臨桂縣人，明朝政治人物。

## 生平
岳敏是洪武二十三年（1390年）庚午科廣西鄉試舉人，授河南按察司副使，後因事得罪免官，於鴻臚寺辦事，永樂元年（1403年）任河南道監察御史，同年陞四川按察使，為官廉介，去世後家無餘物。

## 引用
1. 1 2  光緒《臨桂縣志·卷二十八·人物一》：岳敏，舊志（云）敏字敏學，洪武庚午舉人，授河南道御史，擢河南副使，永樂元年擢四川按察使，居官廉介，卒之日家無餘物。
2. ↑  《明太宗文皇帝實錄·卷十八》：（永樂元年三月）辛卯以岳敏、周樂、喻良俱為監察御史，初敏任河南按察副使，良任僉事，樂任陝西布政司左參議，皆以罪免官，命於鴻臚寺辦事，至是復擢用之。……丙申陞監察御史岳敏為四川按察使……